# Edén (serie de televisión)
Edén es una de las primeras series de televisión cordobesas realizadas en el marco de los nuevos planes de fomento desarrollados por el INCAA (Instituto Nacional de Cine y Artes Audiovisuales) de la República Argentina para la televisión digital terrestre.
La serie consta de 13 capítulos de 26 minutos cada uno. Dirigida por Maximiliano Baldi y producida por "Oruga Films", la serie se estrenó el día lunes 3 de octubre de 2011 por la señal de Canal 10 (Córdoba).

## Trama
A lo largo de los 13 episodios se narra la historia del Hotel Edén de la localidad de La Falda, en la provincia de Córdoba, en donde alrededor del año 1940 una familia de ascendencia alemana, los Herzig, comprarán el hotel con el objetivo de poner en marcha su plan. Para ello cuentan con el apoyo de gente muy poderosa que los apoyará y ayudará en los proyectos que van más allá del simple negocio de la hotelería. A su vez en cada capítulo se presentarán distintas personalidades de todo el mundo que llegan al Edén en búsqueda de la tranquilidad del lugar, entre ellos el poeta Rubén Darío, Albert Einstein, Ernesto "Che" Guevara de niño, entre otros. Los beneficios económicos obtenidos del hotel serán destinados por los Herzig a colaborar con una causa mayor, ayudar al partido Nacional-socialista de Adolf Hitler en Alemania. El tiempo transcurre en el Hotel Edén, los Herzig se involucran cada vez más en sus planes y en su causa pero el imperio construido en torno al Edén se desmoronará junto con el régimen Nazi.

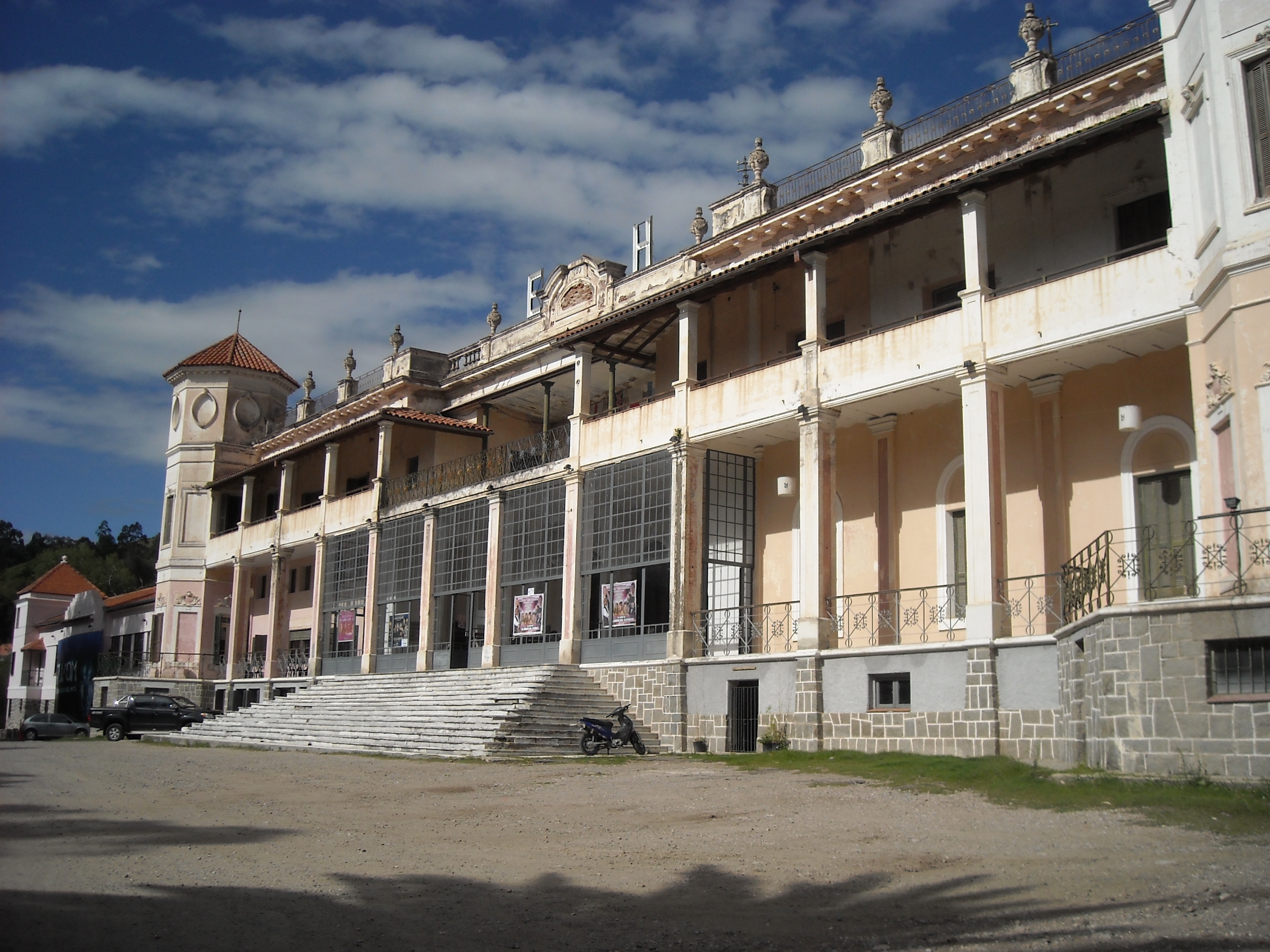
Edén Hotel - La Falda – 2010.

## Personajes
En la diégesis de la historia podemos identificar a dos tipos de personajes: los personajes que son originarios de La Falda y los nuevos dueños del hotel, que llegan desde Alemania.
Dentro del primer grupo identificamos:
- Ernest, jefe de personal: Protagonizado por Francisco Nápoli.
- Justo, un joven criado allí: Protagonizado por Santiago Zapata.
- Leina, la joven criada: Protagonizada por Sandra Criolani.

Por otro lado, dentro de los personajes dueños del hotel encontramos:
- Herman Herzig, uno de los hermanos propietarios: protagonizado por Marcelo Melingo.
- Sra. Herzig, esposa de Herman: protagonizada por Viviana Suraniti.
- Hans Herzig, hermano de Herman, propietario del hotel: protagonizado por Iván Esquerré.

Además cuenta con la participación especial de Luis Machín, protagonizando en varios capítulos a Adolf Hitler, la actuación de Mariano Fabricante, en el papel de Joseph Goebbels y Gervasio Usaj en el papel de Francis.

## Sinopsis por capítulos
- Capítulo 2 – “El príncipe de las Letras”: los Herzig han comprado el Hotel. Un clima tenso se vive entre los empleados, ante la llegada de los Hermanos, Herman y Hans, acompañados por Berta, esposa de Herman, todos recién llegados de Alemania. Herman provoca temor entre los empleados en su discurso como nuevo dueño del Hotel. Una figura de renombre llega a hospedarse, es el poeta nicaragüense Rubén Darío, con el fin de tomar unos días de descanso. Sorpresivamente descubre que Felisa, su expareja, se encuentra vacacionando con su actual pareja. El poeta decide volver a conquistar a Felisa, provocando disturbios en el Hotel. Herman Herzig decide enviar a Francis a Alemania, con el propósito de continuar haciendo negocios.[3]
- Capítulo 3 – “Mein Kampf”: Herman y Berta Herzig viajan a Alemania, con el fin de encontrarse con Francis, quien ha estado trabajando para ellos en ese país. El motivo del viaje es conocer a quien los ha inspirado enormemente, por medio de un libro que han leído, denominado “Mi lucha”. Es Adolf Hitler, quien ya ha comenzado a crear su partido nacionalsocialista, en donde los Herzig quieren aportar su ayuda. Mientras tanto en el Hotel Edén, llega de visita Albert Einstein con el fin de dar una conferencia a estudiantes. Encontrándose con su viejo amigo Ernest, a quien le propone un divertido juego, de cambio de personalidades, con el fin de pasar desapercibido frente a los periodistas que intentaran acosar a Albert.[4]
- Capítulo 4 – “El último rey”: la situación en el Hotel Edén no es la mejor, los empleados están molestos por los bajos sueldos. Herman y Berta comienzan aportar dinero al partido nacionalsocialista. Al hotel llega el Príncipe de Saboya junto a su esposa María José, una mujer sufrida y frustrada por su matrimonio. Humberto de Saboya durante su estadía, se mantiene alejado de su esposa, quien sufre por el poco interés que le demuestra. Jean Marais, actor de la época, se conoce con Humberto y comparten gran parte del tiempo. Los empleados del Hotel comienzan a organizarse con el fin de conseguir un aumento salarial.[5]
- Capítulo 5 – “La huelga”: los empleados del Hotel comienzan a organizarse con el fin de lograr un aumento salarial, ante la negativa de Herman y Berta, deciden abandonar sus actividades y comenzar con la huelga. La situación en el Hotel es caótica, sin mucamas, cocineras, ni mozos. Hans intenta dialogar con los empleados, quienes tienen como líder a Ernest, con el fin de llegar a un acuerdo. Ernest al no ver una solución frente a su pedido, decide continuar con la huelga hasta que se les aumente el sueldo. Herman cansado de la rebeldía de los empleados decide por sus propios medios terminar con la protesta.[6]
- Capítulo 6 – “Führer”: Adolf Hitler llega al poder, todo es festejo para Herman y Berta Herzig. Entre los empleados crece la preocupación, nuevas medidas se toman en el Hotel, dejando sin trabajo aquellos empleados de sangre judía. Todo es tristeza entre los empleados. Hans Herzig, decide mantenerse al margen de las decisiones tomadas por su hermano.[7]
- Capítulo 7 – “Ménage à Trois”: La situación económica en el hotel no es la mejor. Los Herzig organizan una subasta de terrenos, con el fin de recaudar dinero, y poder seguir colaborando al partido Nazi. El Duque de Windsor visita el Edén junto a su esposa Wallis, con el propósito de adquirir terrenos en la ciudad de La Falda. Durante el remate de terrenos, Hans compra la mayoría de ellos, con el fin de oponerse a su hermano Herman. Wallis intentara seducir a Hans, ya que le atraen los hombres con poder. Ernest, ya fuera del Hotel, planea que hacer con su vida, junto a Anselmo, el dueño de un bar del pueblo.[8]
- Capítulo 8 – “Amigos con poder”: una visita llega al Hotel Edén, Justo y Leyna la reciben emocionados, pero no ha venido solo de visita, regresa para cobrar una deuda a los Herzig. Mientras tanto, en Alemania, Herman y Berta visitan a Hitler, quien los recibe como visitas de lujo.[9]
- Capítulo 9 – “La antena”.
- Capítulo 10 – “Graf Spee”: la guerra avanza, el buque Graf Spee es hundido en la costa Argentina. Los Herzig con el fin de ayudar a su país, reciben a un grupo de marineros nazis que quedan varados, entre ellos, se encuentra el misterioso Erich Muller, que intenta enamorar a Leyna, despertando los sentimientos de Justo, que intentara luchar por el amor de Leyna.[10]
- Capítulo 11 – “El Ángel de la Muerte”: llega al Edén el siniestro Doctor Josef Mengele, escapando por los actos cometidos en Alemania. Un hombre extraño aparece sorpresivamente en la oficina de Herman, con el fin de darle órdenes que envían desde el régimen, sobre un presunto plan. Hans intentará espiar y develar el porqué de la llegada de nazis al Hotel Edén. Justo y Leyna están cada vez más lejos.[11]
- Capítulo 12 – “El Principio del Fin”: Hans decide abandonar el Hotel, la situación lo supera, engañado por su hermano, quien le hizo perder todo su dinero. Erich desaparece dejando una carta de despedida a Leyna, quien intentará recuperar a Justo. Justo presenta su renuncia a Herman. Goebbels llega en un viaje fugaz al Edén para pedirle a los Herzig que hospeden en secreto a Hitler, ya que es inminente la caída de Alemania.[12]
- Capítulo 13 – “La caída”: la guerra ha terminado, Hitler ha caído. El gobierno argentino les quita el Hotel Edén a Herman y Berta. Leyna queda a la deriva. Justo y Ernest compran una posada, donde pasarán el resto de su vida, alejados de los malos recuerdos que les dejó el Hotel Edén. Los Herzig se recluyen en su casa en La Falda, los años pasan, los Herzig han envejecido. Aunque esconden un gran secreto.[13]

## Producción y equipo técnico
- Dirección: Maximiliano Baldi.
- Guion: Maximiliano Baldi - Ana M. Chacon - Santiago Villois.
- Consultoría de guion: Diego Mina - Teodoro Ciampagna
- Productora: Oruga Films.
  - Equipo de producción: Teodoro Ciampagna - Paola Suárez - Tomás Jalil -
  - Asistentes de producción: Pablo Falá - Samira Sufan.
- Asistente de dirección: Gabriela Tretter.
- Dirección de fotografía: Santiago Seminara.
- Dirección de sonido: Martín Alaluf.
- Continuista: Santiago Villois.
- Dirección de actores: Ricardo Ryser.
- Dirección de casting: Natalia Lobos.
- Jefe de localización: Marcos Pereira.
- Grip: Nicolás Arselan.
- Cámara: Martín Velasco.
- Dirección de arte: Ana Chacon.
- Vestuario: Sol Muñoz.
- Peinado: Eva Perea.
- Maquillaje: Betiana Leonardo.
- Montaje: Nicolás Disandro.

## Premios y nominaciones
En el año 2012 la Asociación de Periodistas de Televisión y Radiofonía de la Argentina (APTRA), nominó a la serie "Edén" para los premios Martín Fierro Federal 2012 en su 23.ª edición, resultando ganadora en la categoría a "mejor serie de ficción". Compartió la terna junto a las series: "Gigantes" y "La Riña".
Estas tres series de ficción presentan la particularidad de originarse en el marco de los concursos federales impulsados por el Consejo Asesor del Sistema Argentino de TV Digital Terrestre (SATVD-T) del Ministerio de Planificación Federal Inversión Pública y Servicios, en conjunto con el Instituto Nacional de Cine y Artes Audiovisuales (INCAA) y la UNSAM (Universidad Nacional de General San Martín).

## Mejor serie de Ficción Federal
Edén fue premiada en el marco de la 23.ª edición de los premios Martín Fierro Federal en la ciudad de Puerto Iguazú, Misiones, como mejor "mejor serie de ficción" federal. Es la primera vez que se entrega un premio en esta categoría a nivel federal, obteniendo así la serie "Edén" el máximo galardón en la categoría "ficción".